# بيان تشو
بيان تشو (يلفظ 'Pien Chueh أو Pien Ch'iao) (وفيات 310 قبل الميلاد) كان حسب الأساطير أول طبيب صيني معروف. يقال أن اسمه الحقيقي كان "تشن يورين"، لكن مهاراته الطبية كانت مدهشة لدرجة أن الناس أطلقوا عليه هذا الاسم وهو اسم الطبيب الأسطورة بيان تشو الذي عاش زمن هوان جي دي. وكان مواطناً في دولة تشي.
حسب الأسطورة المسجلة في سجلات المؤرخ الكبير، كان بيان تشو موهوباً بالاستبصار من إله عندما كان يعمل مع موظفي الضيافة النبيلة. تقول الأسطورة أنه وأثناء وجوده في النُزُل، واجه رجلاً عجوزاً كان موجوداً في النزل منذ سنواتٍ عديدة. كان العجوز شاكراً لخدمة تشو وأدبه، فقدم له حزمة من الأدوية وطلب منه غليها في الماء. بعد أن تناول هذا الدواء، اكتسب قدرة الرؤية من خلال جسم الإنسان. وبذا أصبح قادراً على تشخيص الأمراض بنفس القدرة التي تعمل بها الأشعة السينية. كما تفوق في طريقة أخذ النبض وعلاج الوخز بالإبر. تقول الحكايات أنه طبّب في العديد من التخصصات لتلبية الاحتياجات أينما ذهب، على سبيل المثال في مدينة ما كان طبيب أطفال وفي مدينة أخرى، كان طبيب نساء وهكذا.